# 1,4-Butanodiol
1,4-Butanodiol – organiczny związek chemiczny z grupy dioli, stosowany jako rozpuszczalnik do farb i plastików, w preparatyce organicznej do syntezy γ-butyrolaktonu (GBL). W obecności kwasu fosforowego i w wysokiej temperaturze przechodzi w tetrahydrofuran (THF).

## Użycie rekreacyjne
BDO bywa używane rekreacyjnie, jako substancja psychoaktywna. Jednym z jego metabolitów jest kwas γ-hydroksymasłowy (GHB). Nadużywanie tej substancji może prowadzić do uzależnienia psychicznego i fizycznego.
Po spożyciu, w organizmie BDO metabolizowane jest przez dehydrogenazę alkoholową i dehydrogenazę aldehydową do GHB. Ponieważ oba te enzymy metabolizują także alkohol etylowy, spożycie jednocześnie BDO i etanolu może być groźne dla zdrowia.

## Szkodliwość
Na początku listopada 2007 roku 1,4-butanodiol wykryto w popularnej zabawce dla dzieci – koralikach Bindeez. Polski importer wycofał produkt ze sklepów. Spożycie 1,4-butanodiolu może powodować m.in. zaburzenia i utratę świadomości, a w przypadku dużych ilości nawet śmierć.